# ورزشکاه آگیمن بادو
ورزشکاه آگیمن بادو (به لاتین: Agyeman Badu Stadium) یک ورزشگاه در غنا است که در Dormaa Ahenkro واقع شده‌است.